# Lisia (ammiraglio)
Lisia (in greco antico: Λυσίας?, Lysías; metà del V secolo a.C. – Atene, 406 a.C.) è stato un ammiraglio ateniese.

## Biografia
Secondo Diodoro Siculo, Lisia fu uno dei dieci comandanti nominati al posto di Alcibiade, che era stato sconfitto a Nozio; secondo Senofonte, invece, inizialmente nomina al suo posto Leonte, ma poco afferma che fu uno degli otto ammiragli ateniesi che vinsero alle Arginuse, così come Diodoro. In quell'occasione, secondo Senofonte, la sua nave fu affondata, e lui stesso riuscì ad uscirne a fatica.
Dopo la battaglia, però, gli otto comandanti che avevano combattuto furono richiamati ad Atene, e i sei che vi andarono, tra cui Lisia, furono processati, condannati a morte e giustiziati per non aver soccorso i naufraghi.